# Джассім Манді
Джассім Абдул-Рахман Манді (араб. جاسم مندي, нар. 16 грудня 1944, Манама) — бахрейнський футбольний арбітр. Арбітр ФІФА у 1985—1990 роках.

## Кар'єра
Обслуговував матчі бахрейнської Прем'єр-ліги. Завершив суддівську кар'єру у 1990 році .
1985 року отримав статус арбітра ФІФА.
Як головний арбітр працював на молодіжному чемпіонаті світу 1985 року в СРСР, де відсудив дві гри, в тому числі матч за третє місце, а через два роки і на юнацькому чемпіонаті світу 1987 року у Канаді, де він провів один матч групового етапу.
Судив у відбіркових матчах в зоні АФК до чемпіонатів світу 1986 та 1990 років. На другий з цих турнірів поїхав у статусі бокового арбітра і відсудив п'ять ігор.
Крім цього відсудив три матчі групового етапу Кубка Азії 1984 року в Сінгапурі, а потім ще один матч групового етапу футбольного турніру на літніх Олімпійських іграх 1988 року